# Friedrich Lahusen
Friedrich (Friedel) Johannes Lahusen (* 2. Juni 1900 in Delmenhorst; † 22. Dezember 1961 in Bremen) war ein deutscher Kaufmann und Präses der Norddeutschen Missionsgesellschaft.

## Biografie
Lahusen war der Sohn von Johann Carl Lahusen (1858–1921), der die Norddeutsche Wollkämmerei & Kammgarnspinnerei (Nordwolle) in Delmenhorst und Bremen von 1888 bis 1921 führte. Seine Mutter war Armine Mathias (1867–1919). Er wuchs mit acht anderen Geschwistern in der Lahusen-Villa in Delmenhorst auf und besuchte bis 1917 das Alte Gymnasium in Bremen. Im Ersten Weltkrieg war er ab dem Jahr 1918 Kanonier. Von 1919 bis 1920 studierte er in Halle Landwirtschaft und war Landwirtschaftseleve auf Gut Hohenhütten in Holstein, da er den bei Schwanewede gelegenen Familienlandsitz Gut Hohehorst übernehmen sollte. Stattdessen wirkte er jedoch ab 1924 als Kaufmann für die Nordwolle in Eisenach und Wien. Zwischen 1926 und 1928 war er in Leipzig Geschäftsführer der Sächsischen Wollgarn GmbH.
1929 wurde er stellvertretendes Vorstandsmitglied des Familienunternehmens Nordwolle, das zu dieser Zeit von seinem Bruder Georg Carl (1888–1973) geführt wurde. 1931 geriet der Konzern in die Insolvenz und beendete seine Karriere als Unternehmer. Anders als seine Brüder Georg Carl und Heinz wurde er nicht inhaftiert; am 1. Juli 1932 wurde das auch gegen ihn eingeleitete Strafverfahren auf Antrag der Staatsanwaltschaft durch Beschluss des Landgerichts Bremen mangels hinreichenden Tatverdachts außer Verfolgung gesetzt.
1936 übernahm er von seinem Schwiegervater die Druckerei B. C. Heye & Co, in der er seit 1932 tätig war. 1944 wurde die Druckerei durch Bomben weitgehend zerstört und bereits 1946 durch Lahusen erneut aufgebaut.
Im Zweiten Weltkrieg musste er ab 1945 noch im Volkssturm dienen, geriet für 1,5 Jahre in Marseille in Kriegsgefangenschaft und predigte als evangelischer Laienprediger und Vertrauensmann in einem Lager bei Marseille.

### Kirchliches Engagement
Etwa 1916 lernte Lahusen Rudolf Alexander Schröder kennen, der häufiger in seinem Elternhaus in Delmenhorst zu Besuch war. Mit ihm und dem Hannoveraner Landesbischof Hanns Lilje verband ihn bis zu seinem Tod eine enge Freundschaft. Nach Abschluss einer Lektoren- und Prädikantenausbildung predigte er 1943 in der Immanuel-Gemeinde in Bremen anstelle des zum Krieg eingezogenen Pastors Denkhaus.
Darüber hinaus war er im Vorstand und seit 1950 Vorsitzender der Norddeutschen Missionsgesellschaft (Norddeutsche Mission) sowie in anderen Einrichtungen der evangelischen Kirche. 1949 war er neben Reinold von Thadden-Trieglaff und Gustav Heinemann Mitbegründer des Deutschen Evangelischen Kirchentages. Begleitet von Landesbischof Hanns Lilje und Rudolf Alexander Schröder wurde er dessen Vizepräsident und war zuständig für die Finanzen. 1959 musste er krankheitsbedingt dieses Amt aufgeben. Ab 1949 war er Kirchenvorsteher der Gemeinde Bremen-Horn I.

### Ehrungen
- Im Industriemuseum Delmenhorst wird das Lebenswerk der Lahusenfamilie dargestellt.
- Die Lahusenstraße in Delmenhorst trägt den Familiennamen.